# 1783
| 1783               |
| ------------------ |
| Dødsfald - Fødsler |
| • Begivenheder     |

| Gregoriansk kalender | 1783 MDCCLXXXIII        |
| Ab urbe condita      | 2536                    |
| Armensk kalender     | 1232 ԹՎ ՌՄԼԲ            |
| Kinesiske kalender   | 4479 – 4480 壬寅 – 癸卯 |
| Etiopisk kalender    | 1775 – 1776             |
| Jødisk kalender      | 5543 – 5544             |
| Hindukalendere       |                         |
| - Vikram Samvat      | 1838 – 1839             |
| - Shaka Samvat       | 1705 – 1706             |
| - Kali Yuga          | 4884 – 4885             |
| Iransk kalender      | 1161 – 1162             |
| Islamisk kalender    | 1197 – 1198             |

Konge i Danmark: Christian 7. 1766-1808
Se også 1783 (tal)

## Begivenheder

### Februar
- 3. februar – Spanien anerkender USA's uafhængighed
- 4. februar - i den amerikanske uafhængighedskrig erklæres ophør af fjendtlighederne mellem britiske og nordamerikanske styrker. Den 3. september samme år underskrives fredsaftalen i Versailles

### Marts
- 12. marts – I en overdådighedsforordning får bondestanden forbud mod at drikke kaffe

### Juni
- 4, juni - Brødrene Montgolfier demonstrerer offentligt deres montgolfière  (varmluftsballon)
- 8. juni - en femtedel af Islands befolkning omkommer ved et vulkanudbrud på vulkanen Lakis. Det er det voldsomste vulkanudbrud på Island i historisk tid

### August
- 3. august - et voldsomt udbrud af vulkanen Asama i Japan koster 35.000 mennesker livet

### September
- 3. september - fjendtlighederne mellem britiske og nordamerikanske styrker er ophørt og der underskrives fredsaftale i Versailles
- 17. september - ved Versailles opsender brødrene Montgolfier den første bemandede varmluftsballon. Det sker i overværelse af Ludvig 16. og Marie Antoinette. I ballonen er også et får, en and og en hane

### Oktober
- 15. oktober - Brødrene Montgolfiers varmluftsballon flyver første gang med mennesker ombord

### November
- 21. november Pilâtre de Rozier og Markis d'Arlandes flyver som de første i en "Montgolfière" (ballon) hen over Paris
- 25. november - britiske tropper forlader New York City ved afslutningen af den amerikanske uafhængighedskrig, deres sidste militære stilling i det, der nu er USA

### Udateret
- Økonomisk krise i Danmark efter afslutningen af den amerikanske frihedskrig.

## Født
- 2. januar – Christoffer Wilhelm Eckersberg, maler. Død 1853.
- 8. september – N.F.S. Grundtvig: Dansk forfatter, filosof, historiker, præst og politiker.

## Dødsfald
- 18. september – Leonhard Euler, schweizisk matematiker og fysiker (f. 15. april 1707).
- 29. oktober – Jean le Rond d'Alembert, fransk matematiker, fysiker og filosof (f. 16. november 1717).
- 1. november – Carl von Linné den Yngre, svensk botaniker (f. 20. januar 1747).
- 16. december – Johann Adolph Hasse, tysk operakomponist (f. 25. februar 1699).